# Tilly (Yvelines)
Tilly és un municipi francès, situat al departament d'Yvelines i a la regió de Illa de França. L'any 2007 tenia 489 habitants.
Forma part del cantó de Bonnières-sur-Seine, del districte de Mantes-la-Jolie i de la Comunitat de comunes del Pays Houdanais.

## Demografia

### Població
El 2007 la població de fet de Tilly era de 489 persones. Hi havia 170 famílies, de les quals 24 eren unipersonals (8 homes vivint sols i 16 dones vivint soles), 45 parelles sense fills, 77 parelles amb fills i 24 famílies monoparentals amb fills.
La població ha evolucionat segons el següent gràfic:
Habitants censats

### Habitatges
El 2007 hi havia 218 habitatges, 183 eren l'habitatge principal de la família, 30 eren segones residències i 5 estaven desocupats. 209 eren cases i 8 eren apartaments. Dels 183 habitatges principals, 164 estaven ocupats pels seus propietaris, 13 estaven llogats i ocupats pels llogaters i 5 estaven cedits a títol gratuït; 2 tenien una cambra, 3 en tenien dues, 18 en tenien tres, 44 en tenien quatre i 116 en tenien cinc o més. 155 habitatges disposaven pel capbaix d'una plaça de pàrquing. A 73 habitatges hi havia un automòbil i a 101 n'hi havia dos o més.

### Piràmide de població
La piràmide de població per edats i sexe el 2009 era:
| Homes | Edats   | Dones |
| ----- | ------- | ----- |
| 0     | 95 o +  | 0     |
| 0     | 90 a 94 | 0     |
| 0     | 85 a 89 | 0     |
| 0     | 80 a 84 | 4     |
| 8     | 75 a 79 | 0     |
| 8     | 70 a 74 | 12    |
| 16    | 65 a 69 | 20    |
| 8     | 60 a 64 | 8     |
| 20    | 55 a 59 | 16    |
| 12    | 50 a 54 | 16    |
| 24    | 45 a 49 | 12    |
| 12    | 40 a 44 | 16    |
| 12    | 35 a 39 | 16    |
| 24    | 30 a 34 | 28    |
| 4     | 25 a 29 | 8     |
| 8     | 20 a 24 | 20    |
| 4     | 15 a 19 | 16    |
| 24    | 10 a 14 | 12    |
| 16    | 5 a 9   | 12    |
| 28    | 0 a 4   | 4     |

## Economia
El 2007 la població en edat de treballar era de 338 persones, 269 eren actives i 69 eren inactives. De les 269 persones actives 256 estaven ocupades (128 homes i 128 dones) i 13 estaven aturades (3 homes i 10 dones). De les 69 persones inactives 15 estaven jubilades, 30 estaven estudiant i 24 estaven classificades com a «altres inactius».

### Ingressos
El 2009 a Tilly hi havia 187 unitats fiscals que integraven 515,5 persones, la mediana anual d'ingressos fiscals per persona era de 24.481 €.

### Activitats econòmiques
Dels 19 establiments que hi havia el 2007, 1 era d'una empresa alimentària, 5 d'empreses de construcció, 4 d'empreses de comerç i reparació d'automòbils, 7 d'empreses de serveis i 2 d'empreses classificades com a «altres activitats de serveis».
Dels 5 establiments de servei als particulars que hi havia el 2009, 1 era un paleta, 2 fusteries, 1 lampisteria i 1 empresa de construcció.
L'únic establiment comercial que hi havia el 2009 era una carnisseria.
L'any 2000 a Tilly hi havia 15 explotacions agrícoles que ocupaven un total de 405 hectàrees.

## Equipaments sanitaris i escolars
El 2009 hi havia una escola elemental.

## Poblacions més properes
El següent diagrama mostra les poblacions més properes.